# Söğütlüdere, Havsa
Söğütlüdere là một xã thuộc huyện Havsa, tỉnh Edirne, Thổ Nhĩ Kỳ. Dân số thời điểm năm 2011 là 259 người.